# Sonal Chauhan
Sonal Chauhan,  (Bulandshahr, 16 de mayo de 1989) es una actriz, modelo y cantante india, reconocida por su participación en películas telugu e hindi. Hizo su debut en la película Jannat, actuación que le valió una nominación a los Premios Filmfare.

## Biografía
Kunal Deshmukh, director de la película Jannat, descubrió a Sonal en un restaurante en Bombay. Se contactó con ella y una semana después la invitó a participar en la filmación de la película, actuando al lado de Emraan Hashmi. Como modelo ha participado en una gran cantidad de eventos y campañas publicitarias para marcas como LG, Reliance CDMA, Hero Honda Passion, Nokia, Hindustan Times, Delhi Times, entre otras.
En 2014 conformó el elenco de la película telugu Legend junto al actor Balakrishna. Su siguiente proyecto fue Pandaga Chesko. A comienzos de 2015 participó en otras dos películas en telegu, Size Zero y Sher. En julio del mismo año actuó en otra película en telugu, titulada Dictator.

## Filmografía
| Año  | Película                   | Rol              | Idioma  | Notas                                       |
| ---- | -------------------------- | ---------------- | ------- | ------------------------------------------- |
| 2008 | Jannat                     | Zoya Mathur      | Hindi   | Nominada al premio Filmfare por mejor debut |
| 2008 | Rainbow                    | Swapna           | Telugu  |                                             |
| 2010 | Cheluveye Ninne Nodalu     | Prakruthi        | Kannada |                                             |
| 2011 | Bbuddah... Hoga Terra Baap | Tanya            | Hindi   |                                             |
| 2012 | Pehla Sitara               |                  | Hindi   |                                             |
| 2013 | 3G                         | Sheena           | Hindi   | También cantante en "Kaise Bataoon"         |
| 2014 | Legend                     | Sneha            | Telugu  |                                             |
| 2015 | Pandaga Chesko             | Anushka (Sweety) | Telugu  |                                             |
| 2015 | Sher                       | Nandini          | Telugu  |                                             |
| 2015 | Size Zero                  | Simran           | Telugu  |                                             |
| 2015 | Size Zero                  | Simran           | Tamil   |                                             |
| 2016 | Dictator                   | Indu             | Telugu  |                                             |
| 2018 | Paltan                     | TBA              | Hindi   |                                             |